# Sonate K. 517
La sonate K. 517 (F.461/L.266) en ré mineur est une œuvre pour clavier du compositeur italien Domenico Scarlatti.

## Présentation
La sonate K. 517, notée Prestissimo, forme une paire avec la sonate précédente. Le manuscrit de Parme présente celle-ci (no 3), puis la K. 516 (no 4), en indiquant qu'il faut jouer la no 3 d'abord, contrairement à Venise que suivent Ralph Kirkpatrick et les autres sources.

## Manuscrits

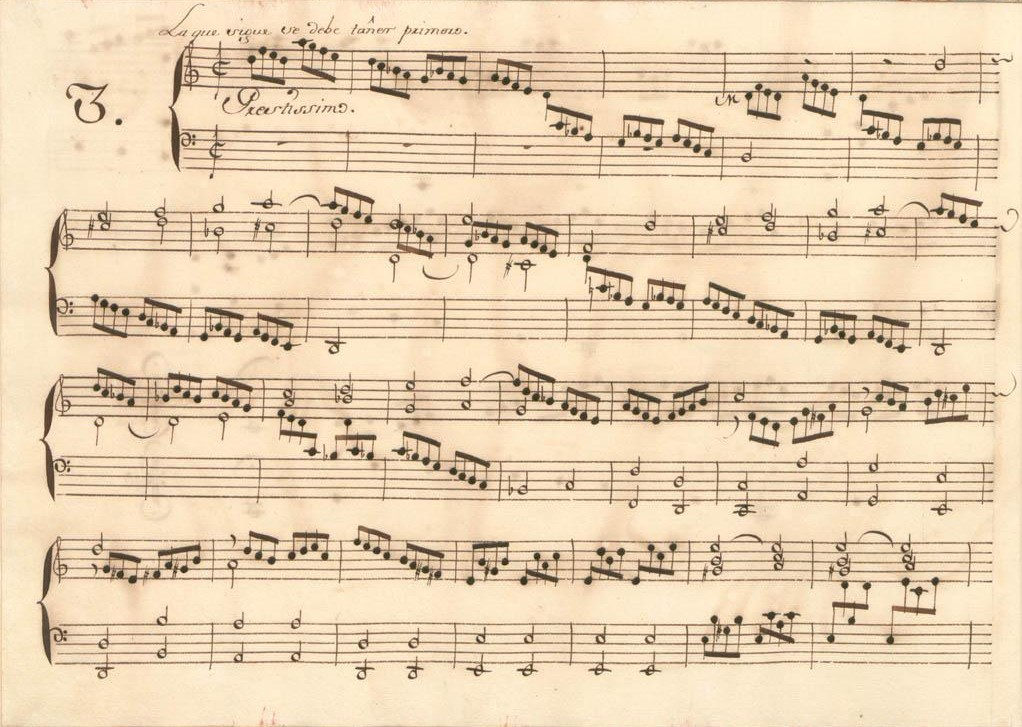
Début de la sonate dans le volume XV du manuscrit de Parme (1757). L'annotation du copiste : La sonate qui suit doit être jouée en premier. Venise présente la paire, mais celle-ci en second.

Les sources principales sont le numéro 4 du volume XIII (Ms. 9784) de Venise (1757) et Parme XV 3 (Ms. A. G. 31420). Les autres sources sont Münster I 60 (1756, Sant Hs 3964) et Vienne D 10. Une copie figure à Cambridge, ms. 32 F 12 (no 26), et une autre à la Morgan Library, ID 316355, Cary 703 (no 70).

## Interprètes
La sonate K. 517 est jouée au piano notamment par Christian Zacharias (1979, EMI), John McCabe (1981, Divin Art), András Schiff (1987, Decca), Aline Zylberajch (2005, Ambronay) et Anne Queffélec (2014). 
Au clavecin, elle est enregistrée par Scott Ross (1985), Virginia Black (1986, EMI), Trevor Pinnock (1986, Archiv), Robert Wooley (1987, EMI), Andreas Staier (1991, DHM), Colin Booth (1994, Olympia), Sergio Vartolo (Bongiovanni), Luc Beauséjour (2003, Analekta), Richard Lester, (2004, Nimbus, vol. 5), Pierre Hantaï (2005), Carole Cerasi (2010, Metronome), Enrico Baiano (2012, Stradivarius) et Frédérick Haas (2016, Hitasura). 
David Schrader l'a défendue au piano-forte (1997, Cedille).

## Sources
: document utilisé comme source pour la rédaction de cet article.
- Ralph Kirkpatrick (trad. de l'anglais par Dennis Collins), Domenico Scarlatti, Paris, Lattès, coll. « Musique et Musiciens », 1982 (1re éd. 1953 (en)), 493 p. (OCLC 954954205, BNF 34689181).
- Alain de Chambure, « Domenico Scarlatti : Intégrale des sonates — Scott Ross », p. 188, Erato (2564-62092-2), 1985 (OCLC 891183737) .
- (es) Celestino Yáñez Navarro (thèse), Nuevas aportaciones para el estudio de las sonatas de Domenico Scarlatti. Los manuscritos del Archivo de Música de las Catedrales de Zaragoza, Université autonome de Barcelone, 2016 (lire en ligne)